# Matthias Kohler (Fußballtrainer)
Matthias Kohler (* 9. Juni 1991) ist ein deutscher Fußballtrainer und ehemaliger Fußballspieler. Er war zuletzt Cheftrainer des niederländischen FC Volendam.

## Karriere

### Spieler
Kohler wuchs in Obermettingen im Südschwarzwald auf. Er durchlief mehrere Jugendstationen, unter anderem die U19 des SC Freiburg. Zwei Kreuzbandrisse stoppten 19-jährig seine Spielerkarriere, woraufhin er eine Ausbildung zum Sportkaufmann verfolgte sowie Trainer-Lizenzen erwarb.

### Trainer
Kohler arbeitete zunächst im Südbadischen Fußballverband und kam in Kontakt mit Ajax Cape Town, einem südafrikanischen Farmteam von Ajax Amsterdam, wo er Assistent der Jugendleitung wurde und letztlich auch im Trainerstab der U21 agierte. Über diese Beziehungen traf Kohler auf Wim Jonk, der Johan Cruyffs Idee der Akademie Die Zukunft verwirklichte. Kohler wurde dort zuerst Hospitant und später Sportlicher Leiter der Trainingsphilosophie, bis es zu einem Zerwürfnis mit der Vereinsführung kam.
Kohler, der zudem als Sportberater arbeitete, stieg 2019 als Interimstrainer beim slowakischen Erstligisten FK AS Trenčín ein. Danach folgte bis 2021 die Reserve des FC Basel, die in der drittklassigen Promotion League spielte. Kohler wurde dann beim FC Volendam in der niederländischen zweitklassigen Eerste Divisie Co-Trainer neben Coach Wim Jonk. 2022 gelang der Aufstieg und ein Jahr später der Klassenerhalt. Zur Saison 2023/24 stieg Kohler zum Cheftrainer auf, Wim Jonk wurde technischer Leiter. Anfang Dezember 2023 trat er aufgrund von Unruhen in der Chefetage zurück.